# André Rosoor
Pour les articles homonymes, voir Rosoor.
André Rosoor est un musicien, violoniste, compositeur et chef d'orchestre français né le 5 juillet 1886 à Tourcoing et mort le 21 février 1919 à Paris.
Issu d'une famille de musiciens, il étudie le violon au Conservatoire de Lille (classe de Victor Seiglet) où il obtient un second prix à l’unanimité en 1902 puis est admis en novembre 1903 au Conservatoire de Paris (classe d'Henri Berthelier) où il concourt en 1904 et 1906 sans récompense ; il est par contre admis en octobre 1906 au pupitre des seconds violons des Concerts Colonne où il restera au moins jusqu’en 1909.
Il privilégiera son activité de compositeur jusqu'à ce qu’il décède prématurément, atteint de la grippe espagnole.

## Compositions
- Julien l'Apostat, opérette en quatre actes[9] (livret de Léo Larguier et E. M. Laumann[10])
- Valse n° 1 (pour piano), dédiée à Ricardo Viñes ; éditions Rosoor-Delattre
- Concerto en si mineur pour violoncelle, Allegro ma non troppo, Andantino quasi allegretto, Allegro con spirito ; créé par Louis Rosoor, son frère, le 5 décembre 1912 (Foyer de la Salle Franklin - Bordeaux)[11]
- Fantaisie concertante (pour contrebasse à cordes et piano), op. 6[12]
- Intermezzo (pour violon et piano)[13]
- Caprice Espagnol, suite pour orchestre (trois numéros) et sa réduction pour piano seul, op. 10[14]
- Légende (violoncelle)[15]
- Si mes vers avaient des ailes, mélodie (chant et piano) sur une poésie de Victor Hugo, op. 15 [16]
- Barcarolle, pour violon et piano[17]
- Menuet, pour piano, op. 19[18]